# Contea di George
La contea di George ( in inglese George County ) è una contea dello Stato del Mississippi, negli Stati Uniti. La popolazione al censimento del 2000 era di 19 144 abitanti. Il capoluogo di contea è Lucedale.